# Strafford (pièce de théâtre)
Pour les articles homonymes, voir Strafford.
Strafford est une pièce de théâtre écrite en 1837 par Robert Browning. Née du désir de Robert Browning d'aborder également la tragédie, et non uniquement la poésie, la pièce est un échec, et ne connait que cinq représentations à Covent Garden.

## Genèse

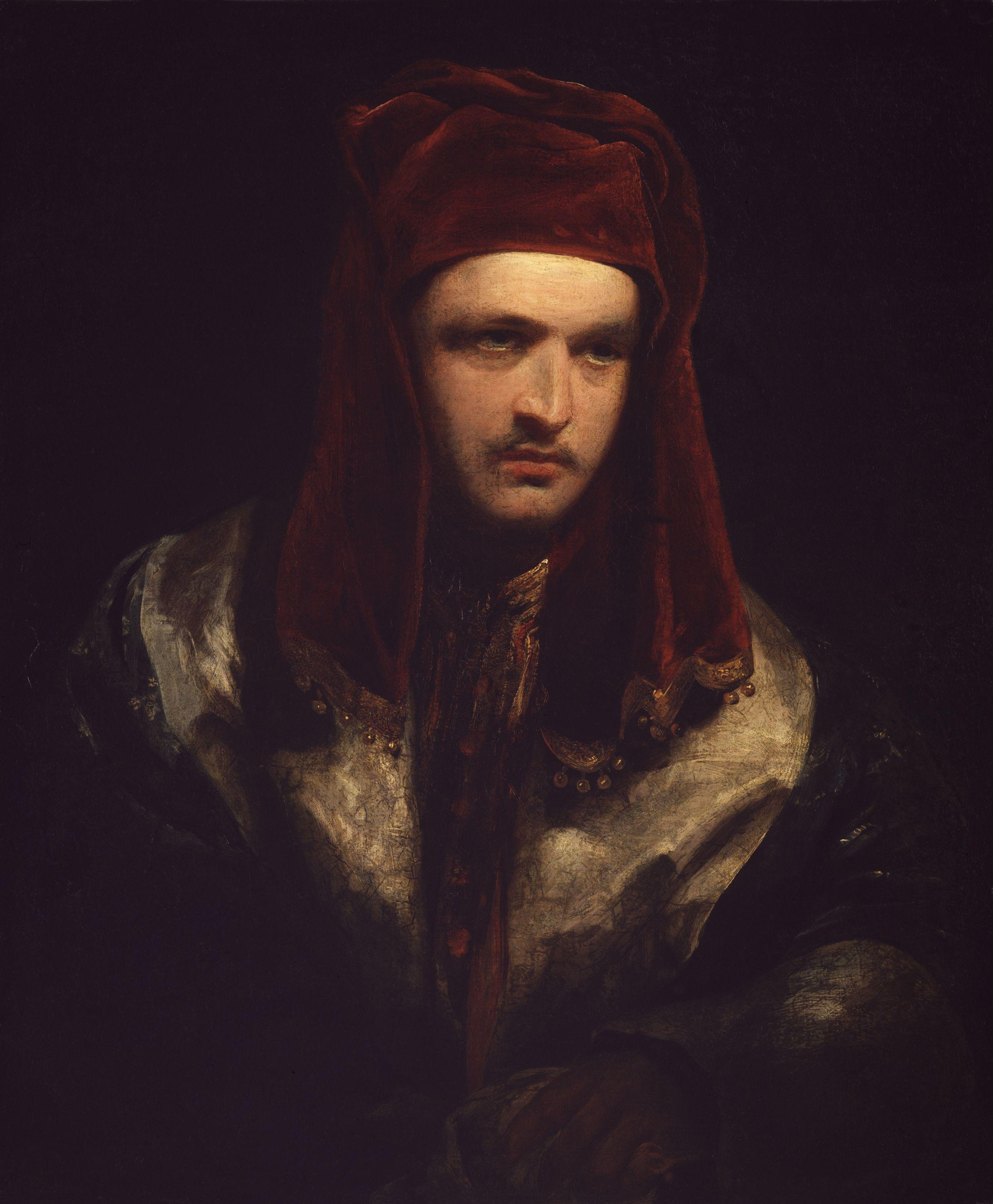
William Charles Macready, qui tint le rôle de Strafford (portrait par John Jackson).

La préoccupation majeure de Browning étant le personnage humain en action, il se sent prêt pour l'un des grands genres traditionnels persistant à l'époque, la tragédie. Ce sera Strafford dont le sujet lui a sans doute été inspiré par son ami Forster qui, aidé par le poète, avait rédigé la biographie de ce grand homme d'État. Browning révèle son enthousiasme dans sa préface où il se  déclare prêt à : « rafraîchir son esprit épuisé en l'orientant vers les saines personnalités d'une grande époque » (to freshen a jaded mind by diverting it to the healthy natures of a grand epoch). L'acteur vedette du moment, Macready, l'a lui aussi encouragé : « Écrivez une pièce, Browning, pour me retenir d'aller en Amérique » (« Write a play, Browning, and keep me from going to America. »).

## Accueil critique
La pièce est donnée à Covent Garden le 1er mai 1837 et ne connaît que cinq représentations ; Browning, du coup, jure qu'il n'écrira jamais plus pour le théâtre. Pourquoi cet échec ? L'action est située dans l'Angleterre de la première moitié du XVIIe siècle, à la veille de la Guerre civile. Le ressort dramatique de Strafford est la collision, très cornélienne, de deux loyautés, celle de Strafford pour le roi (Charles Ier) et celle de Pym pour l'Angleterre. Les faits et les sentiments s'entrecroisent : le roi, qu'aime Strafford, ne fait rien pour le sauver, et Pym, qui aime Strafford, est contraint de l'envoyer à la mort. On a reproché aux personnages, donc à Browning, leur état d'exaltation permanente, leur éloquence déclamatoire et leur acharnement à justifier chacune de leurs décisions. La rhétorique l'emporte donc sur l'action qui n'atteint pas les paroxysmes de tension que requiert la tragédie.
Edmund Gosse cependant défend les qualités de la pièce, et en attribue l'accueil critique glacial à la mise en scène de Mcready, qui ne fait rien pour donner à la pièce la splendeur et la dignité qu'elle aurait dû avoir. Il est vrai qu'à cette époque, la situation financière de Covent Garden sont au plus bas, et qu'on cherche à éviter toute dépense inutile.